# Karmelitinnenkloster Metz-Plappeville
Das Karmelitinnenkloster Metz-Plappeville ist ein Kloster der Unbeschuhten Karmelitinnen in Plappeville, Département Moselle, im Bistum Metz in Frankreich.

## Geschichte
Das Kloster der Karmelitinnen vom Vorort Saint-Jacques in Paris gründete 1623 in Metz einen Karmel (im Bereich der Rue Saint-Gengoulf), der 1792 durch die Französische Revolution vertrieben wurde. 1861 kam es (wieder von Paris aus) zur zweiten Gründung, diesmal in der Nähe der Kathedrale von Metz. Während des Zweiten Weltkriegs war der Konvent im Exil in Limoges und Azerables. 1951 wechselte er aus der Großstadt Metz in den beschaulicheren Vorort Plappeville (Rue du Général de Gaulle Nr. 82), wo er ein Herrenhaus bezog, das bis 1972 umfassend umgebaut wurde. Das Kloster nennt sich Carmel de La Trinité (Karmel der Dreifaltigkeit).